# نظريات التكنولوجيا
تحاول نظريات التكنولوجيا شرح العوامل التي تشكل الابتكار التكنولوجي وكذلك تأثير التكنولوجيا على المجتمع والثقافة.

## نبذة
ترفض معظم النظريات المعاصرة للتكنولوجيا رأيين سابقين: النموذج الخطي للابتكار التكنولوجي والحتمية التكنولوجية.
لتحدي النموذج الخطي، تشير نظريات التكنولوجيا اليوم إلى الدليل التاريخي على أن الابتكار التكنولوجي غالبًا ما يؤدي إلى مجالات علمية جديدة، ويؤكد على الدور الهام الذي تلعبه الشبكات الاجتماعية والقيم الثقافية في تشكيل القطع الأثرية التكنولوجية. لتحدي الحتمية التكنولوجية، تؤكد نظريات التكنولوجيا اليوم على نطاق الاختيار الفني، وهو أكبر مما يدركه معظم الناس العاديين؛ كما يقول علماء العلوم والتكنولوجيا، «كان يمكن أن يكون مختلفًا». لهذا السبب، يجادل المنظرون الذين يتخذون هذه المواقف عادةً في زيادة المشاركة العامة في صنع القرار التكنولوجي، كما يشير إلى اسم الشركة الذي يوفر عادةً المحتوى المتعلق بالتكنولوجيا للمستخدم.

## النظريات الاجتماعية
تركز النظريات الاجتماعية على كيفية تأثير البشر والتكنولوجيا على بعضهم البعض. تركز بعض النظريات على كيفية اتخاذ القرارات مع البشر والتكنولوجيا: البشر والتكنولوجيا متساوون في القرار، والبشر يقودون التكنولوجيا، والعكس صحيح. تنظر التفاعلات المستخدمة في معظم النظريات في هذه الصفحة إلى تفاعلات الإنسان الفردية مع التكنولوجيا، ولكن هناك مجموعة فرعية لمجموعة الأشخاص الذين يتفاعلون مع التكنولوجيا. النظريات الموصوفة غامضة عن قصد ، حيث تتغير ظروف النظريات مع تغير الثقافة البشرية والابتكارات التكنولوجية.
المناهج الوصفية:
- البناء الاجتماعي للتكنولوجيا (SCOT) - يجادل بأن التكنولوجيا لا تحدد الفعل البشري، ولكن العمل البشري يشكل التكنولوجيا. تشمل المفاهيم الرئيسية ما يلي: من بين المؤلفين الرئيسيين ماكنزي وواجمان (1985).

- نظرية شبكة الفاعل (ANT) - تفترض شبكة غير متجانسة من البشر وغير البشر كجهات فاعلة مترابطة. حيث تسعى إلى الحياد في وصف الفاعلين من البشر وغير البشر وإعادة دمج العوالم الطبيعية والاجتماعية. على سبيل المثال، يجادل لاتور (1992) أنه بدلاً من القلق بشأن ما إذا كنا نتحول إلى تقنية مجسمة، يجب علينا أن نتبناها باعتبارها مجسمًا بطبيعتها: يتم صنع التكنولوجيا من قبل البشر، وبدائل لأفعال البشر، وتشكيل العمل البشري. المهم هو سلسلة وتدرجات أفعال وكفاءات الممثلين، والدرجة التي نختار أن يكون لدينا تمثيلات رمزية. تشمل المفاهيم الرئيسية نقش المعتقدات والممارسات والعلاقات في التكنولوجيا، والتي يقال أنها تجسدها. المؤلفون الرئيسيون

من بين المؤلفين الرئيسيين ماكنزي وواجمان (1985). يشمل لاتور (1997) وكالون (1999).
- نظرية التركيب - تعرف الهياكل على أنها قواعد وموارد منظمة كخصائص للأنظمة الاجتماعية. تستخدم النظرية مفهومًا متكررًا للأفعال المقيدة والممكّنة بواسطة الهياكل التي يتم إنتاجها وإعادة إنتاجها بواسطة هذا الإجراء. وبالتالي، في هذه النظرية، لا يتم تقديم التكنولوجيا على أنها قطعة أثرية، بل تدرس بدلاً من ذلك كيف يتفاعل الناس، أثناء تفاعلهم مع التكنولوجيا في ممارساتهم المستمرة، في الهياكل التي تشكل استخدامهم الناشئ والموقع لتلك التكنولوجيا. المؤلفون الرئيسيون هم DeSanctis and Poole (1990)  و Orlikowski (1992). من بين المؤلفين الرئيسيين ماكنزي وواجمان (1985). تشمل لاتور (1997)  وكالون (1999).

نظرية النظم - تدرس التطور التاريخي للتكنولوجيا والإعلام مع التركيز على الجمود وعدم التجانس، مع التأكيد على الروابط بين القطع الأثرية التي يتم بناؤها والعوامل الاجتماعية والاقتصادية والسياسية والثقافية المحيطة بها. تتضمن المفاهيم الرئيسية البارزة العكسية عندما تتأخر عناصر النظام في التطور فيما يتعلق بالآخرين، والتمايز، والإغلاق التشغيلي، والاستقلالية الذاتية . المؤلفون الرئيسيون هم توماس ب. هيوز (1992) ولهمان (2000).
نظرية النشاط - تأخذ في الاعتبار نظام العمل / النشاط بالكامل (بما في ذلك الفرق والمنظمات وغيرها) خارج نطاق فاعل أو مستخدم واحد فقط. إنه يمثل البيئة وتاريخ الشخص والثقافة ودور القطع الأثرية والدوافع وتعقيد النشاط الواقعي. تتمثل إحدى نقاط القوة في AT في كونها تسد الفجوة بين الفرد والواقع الاجتماعي - فهي تدرس من خلال نشاط الوساطة.
تتجاوز النظرية النقدية الوصف الوصفي لكيفية الأشياء، لفحص لماذا أصبحت بهذه الطريقة، وكيف يمكن أن تكون على خلاف ذلك. تتساءل النظرية النقدية عن من يخدم الوضع الراهن مصالحهم وتقيم إمكانات البدائل المستقبلية لخدمة العدالة الاجتماعية بشكل أفضل. وفقًا لتعريف قيس، «النظرية النقدية هي إذن نظرية انعكاسية تمنح الوكلاء نوعًا من المعرفة المنتجة بطبيعتها للتنوير والتحرر» (1964). بينما جادل ماركوز أنه غالبًا ما يتم تقديم مسائل التصميم التكنولوجي على أنها محايدة للخيارات التقنية، في الواقع، تظهر قيمًا سياسية أو أخلاقية.النظرية النقدية هي شكل من أشكال علم الآثار الذي يحاول الحصول على فهم أقل من المنطق السليم من أجل الكشف عن علاقات القوة والمصالح التي تحدد التكوين والاستخدام التكنولوجيين.

## نظريات المجموعة
هناك أيضًا عدد من النظريات المتعلقة بالتكنولوجيا التي تتناول كيفية تأثير تقنية (الوسائط) على عمليات المجموعة. بشكل عام، تهتم هذه النظريات بالآثار الاجتماعية لوسائل الاتصال. يهتم البعض (مثل ثراء الوسائط) بمسائل اختيار الوسائط (على سبيل المثال، متى يتم استخدام الوسيط بشكل فعال). تتعلق نظريات أخرى (الوجود الاجتماعي، الجانب، الطبيعة الطبيعية لوسائل الإعلام) بعواقب خيارات وسائل الإعلام تلك (أي، ما هي الآثار الاجتماعية لاستخدام وسائل اتصال معينة).
نظرية الوجود الاجتماعي (Short، et al. 1976 [10]) هي نظرية أساسية للتأثيرات الاجتماعية لتكنولوجيا الاتصالات. اهتمامه الرئيسي هو الاتصالات الهاتفية وعقد المؤتمرات الهاتفية (تم رعاية البحث من قبل مكتب البريد البريطاني، والآن شركة الاتصالات البريطانية). ويجادل بأن التأثير الاجتماعي لوسيلة الاتصال يعتمد على الوجود الاجتماعي الذي يتيحه للمتصلين. يُعرّف الوجود الاجتماعي على أنه خاصية للوسيط نفسه: درجة الاتصال السمعي والبصري والجسدي التي تسمح بها. تفترض النظرية أن المزيد من الاتصال سيزيد من المكونات الرئيسية لـ «التواجد»: مزيد من الحميمية والفورية والدفء والعلاقات الشخصية. نتيجة للوجود الاجتماعي، من المتوقع أن يزداد التأثير الاجتماعي. في حالة تكنولوجيا الاتصالات، الافتراض هو أن المزيد من أشكال التفاعل النصية (البريد الإلكتروني والرسائل الفورية) أقل اجتماعية، وبالتالي أقل ملاءمة للتأثير الاجتماعي.
نظرية ثراء الإعلام (Daft & Lengel، 1986) [11] تشارك بعض الخصائص مع نظرية الوجود الاجتماعي. ويفترض أن كمية المعلومات المرسلة تختلف فيما يتعلق بثراء الوسيلة. تفترض النظرية أن حل الغموض وتقليل عدم اليقين هما الهدفان الرئيسيان للتواصل. نظرًا لأن وسائط الاتصال تختلف في معدل الفهم الذي يمكن أن تحققه في وقت معين (مع وجود وسائط «غنية» تحمل المزيد من المعلومات)، فهي ليست كلها قادرة على حل عدم اليقين والغموض بشكل جيد. وكلما زادت قدرة الوسيط، قل قدر من عدم اليقين واللبس الذي تستطيع إدارته. ويترتب على ذلك أن ثراء وسائل الإعلام يجب أن يتناسب مع المهمة لمنع التبسيط أو التعقيد.
نظرية الطبيعة الإعلامية (، 2001؛ 2004)  تبني على أفكار التطور البشري وقد تم اقتراحها كبديل لنظرية ثراء الإعلام. تجادل نظرية الطبيعة في وسائل الإعلام أنه منذ أن تواصل أسلافنا من العصر الحجري في المقام الأول وجهاً لوجه، أدت الضغوط التطورية إلى تطوير الدماغ الذي تم تصميمه بالتالي لهذا الشكل من التواصل. أشكال أخرى من التواصل حديثة للغاية ومن غير المحتمل أن تشكل ضغوطًا تطورية يمكن أن تكون قد شكلت دماغنا في اتجاهها. استخدام وسائل الاتصال التي تقمع العناصر الأساسية الموجودة في التواصل وجهاً لوجه، كما تفعل العديد من وسائط الاتصال الإلكترونية، ينتهي به الأمر إلى وضع عقبات معرفية في الاتصال. هذا هو الحال بشكل خاص في سياق المهام المعقدة (على سبيل المثال، إعادة تصميم عملية الأعمال، وتطوير المنتجات الجديدة، والتعلم عبر الإنترنت)، لأن هذه المهام يبدو أنها تتطلب اتصالًا مكثفًا على مدى فترات طويلة من المهام البسيطة.
نظرية التزامن الإعلامي (MST، Dennis & Valacich، 1999) تعيد توجيه نظرية الثراء نحو التزامن في الاتصال.
تم تطوير نموذج الهوية الاجتماعية لتأثيرات إزالة التمييز (SIDE) (Postmes، Spears and Lea 1999 [14]؛ Reicher، Spears and Postmes، 1995 [15]؛ Spears & Lea، 1994 [16]) كاستجابة للفكرة أن إخفاء الهوية وانخفاض الحضور جعل تكنولوجيا الاتصال فقيرة اجتماعياً (أو «غير مفصولة»). وقد قدم تفسيراً بديلاً عن «آثار إزالة التمييز» هذه بناءً على نظريات الهوية الاجتماعية (على سبيل المثال، Turner et al. 1987 [17]). يميز نموذج SIDE الآثار المعرفية والاستراتيجية لتكنولوجيا الاتصالات. تحدث الآثار المعرفية عندما تجعل تقنيات الاتصال جوانب معينة «بارزة» من الهوية الشخصية أو الاجتماعية. على سبيل المثال، قد تخفي بعض التقنيات مثل البريد الإلكتروني خصائص المرسل التي تميزها بشكل فردي (أي التي تنقل جوانب هويتهم الشخصية) ونتيجة لذلك قد يتم إيلاء المزيد من الاهتمام لهويتهم الاجتماعية. ترجع التأثيرات الإستراتيجية إلى الإمكانيات التي توفرها تكنولوجيا الاتصالات للتواصل الانتقائي أو تفعيل جوانب معينة من الهوية وإخفاء الآخرين. لذا يرى SIDE أن الاجتماعي والتكنولوجي يحددان بشكل متبادل، والسلوك المرتبط بأشكال اتصالات معينة كمنتج أو تفاعل بينهما.
تصف نظرية الوقت والتفاعل والأداء (McGrath، 1991)  مجموعات العمل على أنها أنظمة اجتماعية قائمة على الوقت ومتعددة الوسائط ومتعددة الوظائف. تتفاعل المجموعات في أحد أنماط التأسيس وحل المشكلات وحل النزاعات والتنفيذ. الوظائف الثلاث للمجموعة هي الإنتاج (نحو الهدف)، الدعم (العاطفي) والرفاهية (المعايير والأدوار).
مواقف أخرى
بالإضافة إلى ذلك، طرح العديد من المؤلفين التكنولوجيا من أجل نقد و / أو التأكيد على جوانب التكنولوجيا كما تناولتها نظريات الخط الرئيسي. على سبيل المثال، ستيف وولجار (1991) [يعتبر التكنولوجيا كنص من أجل نقد علم اجتماع المعرفة العلمية كما هو مطبق على التكنولوجيا والتمييز بين ثلاثة ردود على هذه الفكرة: الاستجابة الآلية (المرونة التفسيرية)، الاستجابة التفسيرية (البيئية / التأثيرات التنظيمية)، الاستجابة الانعكاسية (تأويل مزدوج). Pfaffenberger (1992) [يعامل التكنولوجيا على أنها دراما ليجادل بأن البنية العودية للتحف التكنولوجية وبنيتها الاجتماعية تنظم بشكل متقن البناء التكنولوجي للسلطة السياسية. الدراما التكنولوجية عبارة عن «عبارات» تكنولوجية و «تصريحات مضادة» ضمن عمليات التنظيم والتكيف وإعادة التشكيل التكنولوجي.
تم اتباع نهج فلسفي هام للتكنولوجيا من قبل برنارد شتيغلر [21] ، الذي تأثر بعمله من قبل فلاسفة ومؤرخين آخرين للتكنولوجيا بما في ذلك جيلبرت سيموندون وأندريه ليروي جورهان. في نظريات Schumpeterian و Neo-Schumpeterian تعد العوامل الحاسمة للنمو الاقتصادي نظريات تحليلية
أخيرًا، هناك نظريات للتكنولوجيا لم يتم تعريفها أو المطالبة بها من قبل مؤيد، ولكن يتم استخدامها من قبل المؤلفين في وصف الأدبيات الموجودة، على عكس نظرياتهم أو كمراجعة للحقل.
على سبيل المثال، يقترح ماركوس وروبي (1988) نظرية تقنية عامة تتكون من الهياكل السببية للوكالة (التكنولوجية والتنظيمية والضرورية والناشئة)، وهيكلها (التباين، العملية)، ومستوى التحليل (الجزئي، الكلي).
يشير Orlikowski (1992) إلى أن المفاهيم السابقة للتكنولوجيا تختلف عادةً حسب النطاق (هل التكنولوجيا أكثر من الأجهزة؟) والدور (هل هي قوة موضوعية خارجية، أو فعل بشري مفسر، أو تأثير خاضع للإنسان؟) ويحدد ثلاثة نماذج:
1-  الضرورة التكنولوجية: تركز على الخصائص التنظيمية التي يمكن قياسها وتسمح بمستوى ما من الطوارئ
2-الاختيار الاستراتيجي: يركز على كيفية تأثر التكنولوجيا بسياق واستراتيجيات صناع القرار والمستخدمين
3-التكنولوجيا كمحفز للتغيير الهيكلي: تعتبر التكنولوجيا هدفًا اجتماعيًا
وبالمثل، كتب DeSanctis and Poole (1994) ثلاث وجهات نظر لتأثيرات التكنولوجيا:
1. اتخاذ القرار: وجهة نظر المهندسين المرتبطين بالنهج الوضعي والعقلاني وترشيد النظم والأساليب الحتمية
2. المدرسة المؤسسية: التكنولوجيا فرصة للتغيير، وتركز على التطور الاجتماعي، والبناء الاجتماعي للمعنى، والتفاعل والعمليات التاريخية، والمرونة التفسيرية، والتفاعل بين التكنولوجيا والسلطة
3. منظور متكامل (التكنولوجيا الاجتماعية): الحتمية الخطية، مع التحسين الاجتماعي والتكنولوجي المشترك، نظرية التفاعل الرمزي الهيكلي
يعالج Bimber (1998) حتمية التأثيرات التكنولوجية من خلال التمييز بين:
1. المعياري: نهج مستقل حيث يكون للتكنولوجيا تأثير هام على التاريخ فقط حيث تعلق المجتمعات المعنى الثقافي والسياسي لها (على سبيل المثال، تصنيع المجتمع)
2. العقلاني الطبيعي: نهج طبيعي حيث ينشأ نظام تكنولوجي لا مناص منه بناءً على قوانين الطبيعة (على سبيل المثال، يجب على مطحنة البخار اتباع المطحنة اليدوية).
3. عواقب غير مقصودة: نهج غامض يوضح أن التكنولوجيا محتملة (على سبيل المثال، السيارة أسرع من الحصان، ولكن من غير المعروف لمنشئيها الأصليين تصبح مصدرًا مهمًا للتلوث)

## وصلات خارجية
- نموذج مايكل كريمير الرياضي للنموّ السكّاني التكنولوجي العالمي